# Maro Itoje
Maro Itoje (* 28. Oktober 1994 in Camden, London) ist ein englischer Rugby-Union-Spieler. Er spielt als Zweite-Reihe-Stürmer oder Flügelstürmer  für die englische Nationalmannschaft, die British and Irish Lions und die Saracens.

## Kindheit und Ausbildung
Itoje wuchs in London als Kind nigerianischer Eltern auf und besuchte die Harrow School als auch die St George’s School in Harpenden (Hertfordshire), die sich auf die Förderung von Rugbytalenten spezialisiert hat. 2009 wurde er in die Akademie der Saracens aufgenommen. 2014 gewann er als Kapitän mit der U20-Auswahl Englands den Weltmeistertitel.

## Karriere

### Verein
Itoje spielte erstmals in der Saison 2013/14 in der English Premiership für die Saracens, für die er bis heute aktiv ist. Er gewann mit dem Team 2015, 2016, 2018 und 2019 den Meistertitel. 2016, 2017 und 2019 gewann er zudem den European Rugby Champions Cup, den höchsten europäischen Vereinswettbewerb. 2016 wurde er nach dem Finalsieg über Racing 92 zum Spieler des Jahres in Europa gekürt.

### Nationalmannschaft
Itoje gab sein Nationalmannschaftsdebüt bei den Six Nations 2016 gegen Italien. Das Team gewann bei diesem Turnier den Grand Slam. Im folgenden Jahr wurde er für die British and Irish Lions nominiert und kam in allen drei Spielen der Testserie gegen Neuseeland zum Einsatz. Seinen ersten Versuch für die englische Nationalmannschaft legte er im Juni 2018 gegen Südafrika. 2019 wurde er für die Weltmeisterschaft nominiert.

## Privatleben
Itojes Cousin Beno Obano ist ebenfalls professioneller Rugbyspieler.